# Phare de Flatey
Le phare de Flatey (en islandais : Flateyjarviti á Skjálfanda) est un phare situé dans la région de Norðurland eystra sur l'île de Flatey.